# Bsharra
Bsharra o Bsharri (en àrab بْشَرِّيْ, Bxarrī; en francès Bécharré, àrab بْشَرِّيْ) és una ciutat del Líban a la vall de Kadisha, capital del districte del mateix nom a la província o governació del Nord.

## Història
Bsharra fou un antic establiment fenici. Fou refugi dels cristians maronites al segle vii. En època de les croades fou anomenada Buissera i fou un dels feus del comtat de Trípoli. Sota els mamelucs fou part de la niyaba de Trípoli; el cap local o muqàddam sota els mamelucs i els otomans era sempre un cristià maronita, excepte Abd-al-Munim II, que al final del segle XV es va convertir al monofisisme provocant la revolta dels habitants. L'arameu s'hi va parlar fins al segle xix i encara s'aprecia en l'accent. El 1843 un bosc de cedres proper a la ciutat va quedar sota la protecció del patriarca maronita. Vers 1955 tenia 4.000 habitants. A la guerra civil de 1975 a 1990, fou un bastió cristià; Samir Geagea, nadiu de la ciutat, va esdevenir cap del moviment de les Forces Libaneses.